# Decalepidanthus sericophyllus
Decalepidanthus es un género monotípico de plantas con flores perteneciente a la familia Boraginaceae. Su única especie: Decalepidanthus sericophyllus, es originaria de Pakistán.

## Descripción
Es una planta perenne con los tallos peludos, ramificados, suavemente peludos. Hojas de 50-90 x 5-9 mm, lanceoladas, estrechadose hacia la base, la parte superior y la superficie inferior con pelos adpresos; nervadura central prominente en superficie inferior con pelos subpatentes. Flores de color púrpura-azul, hasta 7 en número. Las brácteas ± 2.5 mm de largo, lanceoladas. Pedicelo de 1 mm de largo, ligeramente más largo en la fruta. Corola 34 mm de largo, ± tubular, lóbulos agudos, de 1 mm de largo. Núculas no se ven.

## Taxonomía
Decalepidanthus sericophyllus fue descrita por Harald Udo von Riedl  y publicado en Oesterreichische Botanische Zeitschrift 110: 608. 1963.
Sinonimia
- Pseudomertensia sericophylla (Riedl) Y.J. Nasir[1]